# В пустыне смерти
«В пусты́не сме́рти» (англ. Into the Badlands) — американский телесериал, премьера которого состоялась 15 ноября 2015 года на телеканале AMC. В сериале рассказывается история воина и мальчика, которые путешествуют через опасные земли в поисках просветления.
8 марта 2016 года AMC продлил сериал на второй сезон, премьера которого состоялась 19 марта 2017 года. 25 апреля 2017 года сериал был продлён на третий сезон из 16-ти эпизодов.
9 февраля 2019 года сериал был закрыт после трёх сезонов.

## Производство
«В пустыне смерти», описанный как «жанровый телесериал о боевых искусствах», снят по мотивам классической китайской сказки «Путешествие на Запад». AMC заказал шесть часовых эпизодов экшн-драмы компании AMC Networks для премьеры в конце 2015 года. Майк Шинода из Linkin Park сочинил заглавную тему. Исполнительный продюсер Стивен Фанг также служит в качестве режиссёра-постановщика сериала наряду с гонконгским хореографом, Ку Хуан-Чиу.

## В ролях
= Главная роль в сезоне
     = Второстепенная роль в сезоне
     = Гостевая роль в сезоне
     = Не появляется

### Основной состав
| Актёр          | Персонаж          | Появление в сезонах | Появление в сезонах | Появление в сезонах | Появление в сезонах |
| Актёр          | Персонаж          | 1                   | 2                   | 3                   | Эпизоды             |
| -------------- | ----------------- | ------------------- | ------------------- | ------------------- | ------------------- |
| Дэниел Ву      | Санни             | 6                   | 9                   | 16                  | 31                  |
| Орла Брейди    | Лидия             | 6                   | 6                   | 13                  | 25                  |
| Сара Болджер   | Джейд             | 6                   | 5                   |                     | 11                  |
| Арамис Найт    | М. К.             | 6                   | 10                  | 16                  | 32                  |
| Эмили Бичем    | Минерва / «Вдова» | 6                   | 10                  | 16                  | 32                  |
| Оливер Старк   | Райдер            | 6                   | 6                   |                     | 12                  |
| Мэделин Манток | Вейл              | 6                   | 10                  |                     | 16                  |
| Элли Иоаннидес | Тильда            | 6                   | 10                  | 16                  | 32                  |
| Мартон Чокаш   | Куинн             | 6                   | 10                  |                     | 16                  |
| Ник Фрост      | Бэйджи            |                     | 9                   | 16                  | 25                  |
| Шерман Огастес | Натаниэль Мун     |                     | 1                   | 14                  | 15                  |
| Бабу Сисей     | Пилгрим           |                     |                     | 15                  | 15                  |
| Лоррейн Туссен | Крессида          |                     |                     | 14                  | 14                  |
| Элла-Рей Смит  | Никс              |                     |                     | 14                  | 14                  |
| Всего эпизодов | Всего эпизодов    | 6                   | 10                  | 16                  | 32                  |

### Второстепенный состав
- Йоханс Майлс — Ринго
- Бенджамин Папак — Бэйл
- Майк Сил — Петри
- Стивен Лэнг — Валдо
- Тересса Лиане — Анжелика
- Эллен Холлман — Зайфер
- Эди Гатеги — Барон Якоби
- Лэнс Э. Николс — Речной Король
- Лэнс Хенриксен — Пенрит

## Эпизоды
| Сезон | Сезон | Эпизоды | Оригинальная дата показа | Оригинальная дата показа |
| Сезон | Сезон | Эпизоды | Премьера сезона          | Финал сезона             |
| ----- | ----- | ------- | ------------------------ | ------------------------ |
|       | 1     | 6       | 15 ноября 2015           | 20 декабря 2015          |
|       | 2     | 10      | 19 марта 2017            | 21 мая 2017              |
|       | 3     | 16      | 22 апреля 2018           | 6 мая 2019               |

### Сезон 1 (2015)
| № общий | № в сезоне | Название                                                    | Режиссёр     | Автор сценария                                    | Дата премьеры   | Зрители в США (млн) |
| ------- | ---------- | ----------------------------------------------------------- | ------------ | ------------------------------------------------- | --------------- | ------------------- |
| 1       | 1          | «Форт» «The Fort»                                           | Дэвид Добкин | Альфред Гоф и Майлз Миллар                        | 15 ноября 2015  | 6,39                |
| 2       | 2          | «Кулак словно пуля» «Fist Like a Bullet»                    | Дэвид Добкин | Альфред Гоф и Майлз Миллар                        | 22 ноября 2015  | 4,83                |
| 3       | 3          | «Белый аист расправляет крылья» «White Stork Spreads Wings» | Дэвид Добкин | Альфред Гоф, Майлз Миллар и Джастин Джуэл Гиллмер | 29 ноября 2015  | 5,17                |
| 4       | 4          | «Два тигра покоряют дракона» «Two Tigers Subdue Dragons»    | Гай Ферленд  | Альфред Гоф, Майлз Миллар и Майкл Джонс-Моралес   | 6 декабря 2015  | 2,42                |
| 5       | 5          | «Змея подползает» «Snake Creeps Down»                       | Гай Ферленд  | Альфред Гоф, Майлз Миллар и Джастин Дабл          | 13 декабря 2015 | 2,21                |
| 6       | 6          | «Рука пяти ядов» «Hand of Five Poisons»                     | Гай Ферленд  | Альфред Гоф, Майлз Миллар и Майкл Р. Перри        | 20 декабря 2015 | 2,16                |

### Сезон 2 (2017)
| № общий | № в сезоне | Название                                                    | Режиссёр     | Автор сценария                           | Дата премьеры  | Зрители в США (млн) |
| ------- | ---------- | ----------------------------------------------------------- | ------------ | ---------------------------------------- | -------------- | ------------------- |
| 7       | 1          | «Тигр толкает гору» «Tiger Pushes Mountain»                 | Ник Копус    | Альфред Гоф и Майлз Миллар               | 19 марта 2017  | 3,44                |
| 8       | 2          | «Сила когтя орла» «Force of Eagle’s Claw»                   | Ник Копус    | Мэтт Ламберт                             | 26 марта 2017  | 3,41                |
| 9       | 3          | «Красное солнце, серебряная луна» «Red Sun, Silver Moon»    | Тоа Фрейзер  | Майкл Тейлор                             | 2 апреля 2017  | 3,11                |
| 10      | 4          | «Лапа железного лиса» «Palm of the Iron Fox»                | Тоа Фрейзер  | Дэниел К. Коннолли                       | 9 апреля 2017  | 1,57                |
| 11      | 5          | «Обезьяна прыгает сквозь туман» «Monkey Leaps Through Mist» | Пако Кабесас | Латойа Морган                            | 16 апреля 2017 | 1,42                |
| 12      | 6          | «Леопард крадётся в снегу» «Leopard Stalks in Snow»         | Пако Кабесас | Мэтт Ламберт                             | 23 апреля 2017 | 1,31                |
| 13      | 7          | «Чёрное сердце, белая гора» «Black Heart, White Mountain»   | Стивен Фанг  | Майкл Тейлор                             | 30 апреля 2017 | 1,42                |
| 14      | 8          | «Жало из хвоста скорпиона» «Sting of the Scorpion’s Tail»   | Стивен Фанг  | Латойа Морган                            | 7 мая 2017     | 1,29                |
| 15      | 9          | «Соловей больше не поёт» «Nightengale Sings No More»        | Пако Кабесас | Джастин Джуэл Гиллмер                    | 14 мая 2017    | 1,56                |
| 16      | 10         | «Дыхание волка, огонь дракона» «Wolf’s Breath, Dragon Fire» | Пако Кабесас | Альфред Гоф, Майлз Миллар и Мэтт Ламберт | 21 мая 2017    | 1,37                |

### Сезон 3 (2018)
| № общий | № в сезоне | Название                                                        | Режиссёр       | Автор сценария                          | Дата премьеры  | Зрители в США (млн) |
| ------- | ---------- | --------------------------------------------------------------- | -------------- | --------------------------------------- | -------------- | ------------------- |
| 17      | 1          | «Появление Феникса» «Enter the Phoenix»                         | Пако Кабесас   | Мэтт Ламберт                            | 22 апреля 2018 | 1,35                |
| 18      | 2          | «Луна восходит, ворон ищет» «Moon Rises, Raven Seeks»           | Пако Гонсалес  | Мэтт Ламберт                            | 29 апреля 2018 | 1,27                |
| 19      | 3          | «Леопард ловит кролика» «Leopard Snares Rabbit»                 | Тоа Фрейзер    | Майкл Тейлор                            | 6 мая 2018     | 0,97                |
| 20      | 4          | «Слепые убийцы-каннибалы» «Blind Cannibal Assassins»            | Тоа Фрейзер    | Майкл Тейлор                            | 13 мая 2018    | 1,20                |
| 21      | 5          | «Тянуть тигра в гору» «Carry Tiger to Mountain»                 | Джеймс Маршалл | Латойа Морган                           | 20 мая 2018    | 1,08                |
| 22      | 6          | «Черные ветра завывают» «Black Wind Howls»                      | Джеймс Маршалл | Эван Эндикотт и Джош Стоддард           | 3 июня 2018    | 0,92                |
| 23      | 7          | «Последний танец стрекозы» «Dragonfly's Last Dance»             | Пако Кабесас   | Латойа Морган                           | 10 июня 2018   | 1,06                |
| 24      | 8          | «Леопард ловит тучу» «Leopard Catches Cloud»                    | Пако Кабесас   | Мэтт Ламберт                            | 17 июня 2018   | 0,89                |
| 25      | 9          | «Зал скорпиона.» «Chamber of the scorpion.»                     | TBA            | TBA                                     | TBA            | TBD                 |
| 26      | 10         | «Перо ворона, кровь феникса.» «Raven's feather, phoenix blood.» | TBA            | TBA                                     | TBA            | TBD                 |
| 27      | 11         | «Кабан и бабочка.1» «The boar and the butterfly.»               | TBA            | TBA                                     | TBA            | TBD                 |
| 28      | 12         | «Клык кобры, коготь пантеры.» «Cobra fang, panther claw.»       | Тришиа Брок    | TBA                                     | TBA            | TBD                 |
| 29      | 13         | «Черный лотос, белая роза.» «Black lotus, white rose.»          | Майлз Миллар   | Альфред Гоф, Майлз Миллар               | TBA            | TBD                 |
| 30      | 14         | «Проклятие красного дождя.» «Curse of the red rain.»            | Майлз Миллар   | Майкл Тэйлор                            | TBA            | TBD                 |
| 31      | 15         | «Реквием по павшим.» «Requiem for the fallen»                   | Пако Кабесас   | TBA                                     | TBA            | TBD                 |
| 32      | 16         | «Семеро атакуют как один.» «Seven strike as one.»               | Пако Кабесас   | Альфред Гоф, Майлз Миллар, Мэтт Ламберт | TBA            | TBD                 |